# Пучково (деревня, Москва)
Пучково — деревня в Троицком административном округе Москвы (до 1 июля 2012 года была в составе Наро-Фоминского района Московской области). Входит в состав района Троицк. Деревня Пучково расположена в километре к западу от Троицка.
В деревне находится Дом слепоглухих (учебно-реабилитационный центр).

## География
Деревня Пучково расположена в северной части Троицкого административного округа, на реке Рыжковке бассейна Пахры, примерно в 2 км к западу от центра города Троицка. В 10 км к северу проходит Киевское шоссе М3, в 3 км к юго-востоку — Калужское шоссе А130, в 9 км к юго-западу — Московское малое кольцо А107.
В деревне 25 улиц, 1 переулок, 2 проезда и 1 тупик, приписано несколько садоводческих товариществ и дачных кооперативов. Ближайшие сельские населённые пункты — деревни Ботаково, Ширяево и хутор Ильичевка.

## История
В XVI веке Пучково (тогда Пучниково) принадлежало боярину Абраму Дурново. В конце XVII века деревня перешла во владения боярского рода Хитрово. Примерно в это время в деревне построили первую деревянную церковь во имя Зосима и Савватия Соловецких чудотворцев.

Въ нынѣшнемъ во 194 (1686) году, по помѣтѣ на выпискѣ дьяка Перфилія Сѣменникова, велѣно: Московскаго уѣзду новопостроенную церковь преподобных отцевъ Зосима и Савватія Соловецкихъ, которую построилъ окольничій Александръ Савостьяновичъ, Хитрово, въ вотчинѣ своей въ Таракмановѣ стану, въ сельцѣ Пучковѣ, и въ нынѣшнемъ во 194 году освящена…— приходная книга Патриаршего Казённого Приказа

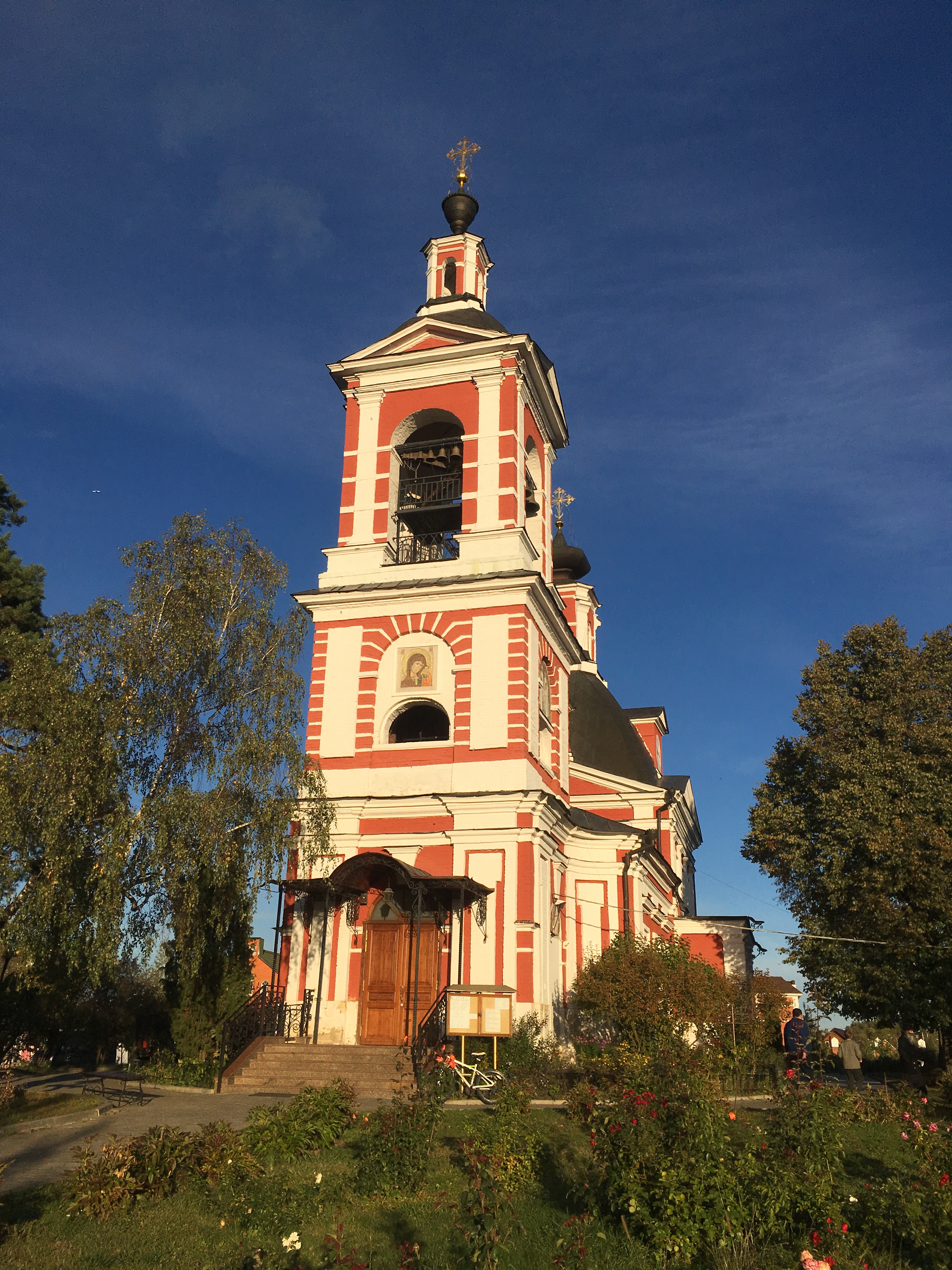
Храм Казанской иконы Божией Матери

В 1785 году церковь сгорела, и вместо неё в 1804 году был построен каменный храм во имя храм Казанской иконы Божией Матери, сохранившийся до наших дней.
В «Списке населённых мест» 1862 года Новоказанское (Пучьково) — владельческое село 1-го стана Подольского уезда Московской губернии по правую сторону старокалужского тракта, в 19 верстах от уездного города и 23 верстах от становой квартиры, при ручье Рыжковском, с 32 дворами, православной церковью и 326 жителями (152 мужчины, 174 женщины).
По данным на 1899 год — село Красно-Пахорской волости Подольского уезда с 323 жителями и земской школой.
В 1913 году — 69 дворов и земское училище.
По материалам Всесоюзной переписи населения 1926 года — центр Пучковского сельсовета Красно-Пахорской волости Подольского уезда в 3,2 км от Калужского шоссе и 13,9 км от станции Апрелевка Киево-Воронежской железной дороги, проживало 432 жителя (206 мужчин, 226 женщин), насчитывалось 85 хозяйств, из которых 83 крестьянских.
1929—1946 гг. — населённый пункт в составе Красно-Пахорского района Московской области.
1946—1957 гг. — в составе Калининского района Московской области.
1957—1960 гг. — в составе Ленинского района Московской области.
1960—1963, 1965—2012 гг. — в составе Наро-Фоминского района Московской области.
1963—1965 гг. — в составе Звенигородского укрупнённого сельского района Московской области.

## Население
| 1859 | 1890 | 1899 | 1926 | 2002 | 2006 | 2010 |
| ---- | ---- | ---- | ---- | ---- | ---- | ---- |
| 326  | ↗340 | ↘323 | ↗432 | ↘350 | ↘40  | ↗353 |

Согласно Всероссийской переписи, в 2002 году в деревне проживало 350 человек (219 мужчин и 131 женщина); преобладающая национальность — русские (87 %). По данным на 2005 год, в деревне проживало 40 человек.

## Достопримечательности
В деревне Пучково расположен храм Казанской иконы Божией Матери, построенный в 1792—1804 гг. на средства Варвары Петровны Хитрово (Олениной) и П. В. Хитрово. Архитектурный стиль храма является переходным от барокко к классицизму. В 1930-е годы храм был закрыт. В 1990-е храм был вновь открыт и отреставрирован. Храм Казанской иконы Божией Матери деревни Пучково имеет статус памятника архитектуры регионального значения. В декабре 2022 года передан Русской Православной Церкви.